# Rabbia (romanzo)
Rabbia. Una biografia orale di Buster Casey (Rant: An Oral Biography of Buster Casey) è un romanzo dello scrittore statunitense Chuck Palahniuk che tratta con toni satirici temi fantascientifici, quali il viaggio nel tempo e la trasmissione del pensiero per mezzo di impianti artificiali nel cervello.
La narrazione di "Rabbia" procede attraverso le testimonianze e i ricordi di amici, vicini di casa, membri della comunità in cui ha trascorso l’infanzia, ammiratori, o persone qualsiasi incontrate in una singola occasione, da Buster "Rant" Landru Casey, andandone a costituire una vera e propria, seppur fittizia, biografia orale. All'intera vicenda fa da sfondo il diffondersi su vasta scala di un'epidemia di rabbia attribuita al protagonista, il quale ha contratto in primis il lyssavirus, e la suddivisione della vita in città in due fasce orarie distinte per limitare il flusso e il deflusso della viabilità.

## Trama
Buster "Rant" Landru Casey è un figlio della noiosa provincia americana, sociopatico con alle spalle una famiglia stravagante. Si diletta, fin da un primo incontro avuto da bambino con una vedova nera, a farsi mordere da insetti, ragni e serpenti fino a diventare immune a ogni veleno e portatore sano del virus della rabbia. Provvisto di un senso dell'odorato sviluppatissimo, riesce a capire, dal semplice odore emanato, o dal sapore, moltissimi particolari delle persone con cui ha a che fare. Con l'aiuto del suo amico "Toad", grazie alle confidenze di un misterioso viandante, viene in possesso di un'ingente quantità di monete antiche la cui vendita gli permetterà di lasciare il paesino di provincia in cui è cresciuto, l'immaginaria Middleton, per trasferirsi nella grande città, non prima di aver infettato di rabbia una moltitudine di partner sessuali, di amici e compagni di scuola. Le voci narranti tracciano un variegato profilo della sua storia, descritta da molteplici punti di vista i quali, com’è inevitabile, capita si contraddicano a vicenda. Si rende noto fin dall'inizio che egli non interverrà mai direttamente nelle narrazioni, poiché già deceduto.
La vita nella metropoli, a causa della sovrappopolazione e dell'esponenziale aumento del traffico, da anni è organizzata in due fasce orarie, dalle 08:00 alle 20:00 e dalle 20:00 alle 08:00, nelle quali vivono i diurni e i notturni: i cittadini possono circolare esclusivamente durante le ore riservate al proprio turno e per evitare eventuali commistioni le autorità impongono un tassativo coprifuoco. Rant, stabilitosi in città, si fa assumere in una ditta di disinfestazioni, sceglie la notte per le sue peregrinazioni e durante una di queste incontra dei giovani sui venticinque anni che si dedicano a una nuova tipologia di demolition derby, un pericoloso sport clandestino chiamato party crashing, consistente nell'organizzazione di scontri automobilistici a tema per le strade della città durante i quali vengono appiattite le differenze sociali e ribaltati gli stereotipi della società così suddivisa.
Il party crashing è l'unica vera alternativa all'isolamento causato dall'assuefazione della popolazione a una nuova forma di intrattenimento, i cosiddetti picchi incanalati, spettacoli o eventi che vengono trasmessi nelle menti delle persone: i picchi costituiscono una nuova forma di cinematografia in cui chi scarica una trascrizione ha la possibilità di incanalarsi un'esperienza già vissuta da un testimone primario, rivivendola attraverso tutti i cinque sensi, vista, udito, olfatto, gusto e tatto, grazie alla sollecitazione degli stimoli neurali da parte di impianti artificiali installati nella corteccia cerebrale, filtrati e in parte modificati.
Rant, portatore del virus della rabbia, in breve tempo infetta la maggior parte dei notturni, prima di sparire dalla circolazione in uno spettacolare incidente d'auto. Echo Lawrence, Shot Dunyun e Neddy Nelson, party crasher, scopriranno in seguito la speciale correlazione tra il virus della rabbia, gli incidenti d'auto e la possibilità di viaggiare indietro nel tempo in un istantaneo flashback, e la presunta esistenza di un tempo liminale, il quale risolverebbe il paradosso del viaggio temporale e condurrebbe a una sorta di immortalità.

## Protagonisti
Nel romanzo i protagonisti si dividono in notturni e diurni e la loro appartenenza a una o all'altra fazione è contrassegnata da un sole oppure da una mezza luna stilizzata.
Buster "Rant" Landru CaseyNato e cresciuto in un paesino della provincia statunitense da genitori sui generis, da giovane viene attaccato da una vedova nera e da quel momento rimane affascinato dagli animali pericolosi e velenosi, dai quali si fa spesso volutamente mordere. Rimane ben presto contagiato dalla rabbia, che diffonde di proposito tra conoscenti e amici. Trasferitosi in città dal suo paesino con una valigia piena di monete antiche, sembra appassionarsi all'attività di party crashing e fa amicizia con gli individui che lo praticano, tutti appartenenti alla parte della popolazione la cui vita sociale è relegata nelle fasce orarie della notte, i cosiddetti notturni. Sparisce misteriosamente durante uno spettacolare incidente d'auto da lui stesso architettato. Si dice sia morto, ma forse sta viaggiando nel tempo.
Bodie "Toad" CarlyleAmico d'infanzia di Rant e suo compagno d'avventure.
Chester CaseyIl padre di Rant. Ha con il figlio un rapporto conflittuale. Scompare anch'egli misteriosamente in un incidente d'auto: forse non è il vero padre di Rant, ma paradossalmente lo stesso Rant proveniente dal futuro.
Irene ShelbyLa madre di Rant. Rimasta incinta il giorno in cui ha compiuto tredici anni a seguito di uno stupro, così come tutte le sue antenate, la madre, la nonna, la bisnonna e via dicendo, ha sposato Chester Casey, il quale l'aveva soccorsa subito dopo l'aggressione. Ottima cuoca, è solita farcire i suoi manicaretti con piccoli oggetti non commestibili per costringere i commensali a prestare la massima attenzione al cibo masticato, e quindi ad apprezzarne maggiormente i sapori.
Echo LawrenceLa donna di Rant. Menomata a seguito di un incidente d'auto subito durante l'infanzia, un frontale nel quale hanno perso la vita i genitori, ingegneri del traffico, uccisi dal corpo della figlia proiettato contro di loro nell'urto. Affascinante, nonostante il volto semiparalizzato e una delle due braccia, rimasta tale e quale a quando aveva 8 anni, esercita l'attività di prostituzione. Diventa party crasher per esorcizzare la terribile esperienza vissuta.
Christopher "Shot" DunyunAnch'egli party crasher, ex studente di una nuova forma di arte, simile alla cinematografia, i picchi incanalati. Anni prima non è riuscito a superare l'esame di laurea per diventare trascrittore e si è visto costretto a trovare lavoro in un videonoleggio di picchi. Tenta in ogni modo di evitare il contagio di rabbia di Echo e, a sua insaputa, imbottisce il cibo della ragazza di pillole del giorno dopo per non farla rimanere incinta di Rant. Scompare misteriosamente durante un incidente d'auto.
Tina QualcosaNotturna party crasher, lavora come speaker per un'emittente specializzata nel descrivere e commentare gli incidenti d'auto in tempo reale: DRVR Radio Traffico Esplicito, finalizzata a diminuire il cosiddetto effetto curiosità.
Neddy NelsonNotturno party crasher. Non si hanno notizie di lui a partire da un incidente d'auto avuto insieme a Chester Casey. Si esprime esclusivamente ponendo domande dirette, il più delle volte retoriche, all'"intervistatore".
Karl WaxmanNotturno party crasher, è il più noto nella professione di "sicario", vale a dire distruttore di macchine per conto terzi, ad esempio su commissione di mariti che non vogliono vedersi portare via l'auto dall'ex moglie a seguito della sentenza di divorzio. È tra i primi a scoprire il segreto del tempo liminale e della correlazione tra incidenti d'auto, virus della rabbia e viaggio nel tempo.
Green Taylor SimmsNotturno. Scopre, per caso, il segreto dei viaggi nel tempo, e inventa un piano per "rimpolpare" sé stesso, assumendo nuovi poteri come l'olfatto ipersviluppato. Chiede a Rant di tornare indietro nel tempo, uccidere sua madre prima della sua nascita e avviare così una risoluzione dell'origine, rendendosi immortale. Lascia intendere a Echo di essere lui il misterioso organizzatore delle partite di party crashing. Scompare dopo essersi lanciato con l'auto in fiamme da un cavalcavia, dopo averla cosparsa di benzina, imitando la fine di Rant.

## Edizioni
- (EN) Chuck Palahniuk, Rant, An Oral Biography of Buster Casey, 1ª ed., New York, Doubleday, 2007, ISBN 978-0-385-51787-4.
- Chuck Palahniuk, Rabbia, traduzione di Matteo Colombo, collana «Strade Blu», Arnoldo Mondadori, 2007,  p. 355, ISBN 88-04-57295-7.
- Chuck Palahniuk, Rabbia, traduzione di Matteo Colombo, collana «Piccola Biblioteca Oscar», Arnoldo Mondadori, 2008,  p. 357, ISBN 88-04-58133-6.